# Krzesiny (jezioro)
Krzesiny – jezioro w woj. zachodniopomorskim, w powiecie wałeckim, w gminie Mirosławiec, leżące na terenie Pojezierza Wałeckiego.

## Dane morfometryczne
Powierzchnia zwierciadła wody według różnych źródeł wynosi od 3,4 ha do 7,6 ha (lustra wody i ogólna).
Zwierciadło wody położone jest na wysokości 114,8 m n.p.m.

## Hydronimia
Dane z państwowego rejestru nazw geograficznych podają Krzesiny jako urzędową nazwę tego jeziora. Według spisu opracowanego przez Komisję Nazw Miejscowości i Obiektów Fizjograficznych (KNMiOF) nazwa tego jeziora to Gniewosz. W różnych publikacjach i na mapach topograficznych jezioro to występuje pod nazwami Gniewosz lub Harcerskie.
Dane z państwowego rejestru nazw geograficznych podają oboczną nazwę tego jeziora: Gniewosz; Jezioro Harcerskie.